# Urolophidae
Urolophidae – rodzina ryb chrzęstnoszkieletowych z rzędu orleniokształtnych (Myliobatiformes).

## Rozmieszczenie geograficzne
Do rodziny należą gatunki występujące w wodach oceanów – Atlantyckiego, Indyjskiego i Spokojnego.

## Podział systematyczny
Do rodziny należą następujące rodzaje:
- Spinilophus Yearsley & Last, 2016 – jedynym przedstawicielem jest Spinilophus armatus (Valenciennes, 1841)
- Trygonoptera Müller & Henle, 1841
- Urolophus Müller & Henle, 1837